# RF시스템즈
RF시스템즈(RF Systems)은 한국의 방산 기업이다. 안테나 시스템·레이다 시스템·환경제어 시스템 등을 개발·공급한다 LIG넥스원의 주력 유도무기체계인 천궁-II에 들어가는 탐색기 안테나를 공급한다
알에프머트리얼즈의 자회사이다.

## 상장
2024년 11월 19일 교보12호 스팩과 합병을 통해 상장하였다.

## 참고 문헌
1. ↑  알에프시스템즈·사이냅소프트, 상장 첫날 나란히 약세, 뉴데일리경제, 2024-11-19
2. ↑  알에프시스템즈, 스팩합병 상장 첫날 장 초반 19%↓, 한국경제, 2024.11.19
3. ↑  유선희, 교보12호스펙, 알에프시스템즈와 내달 합병···25일부터 거래 정지, 뉴스웨이, 2024.10.22